# Vallis Alpes

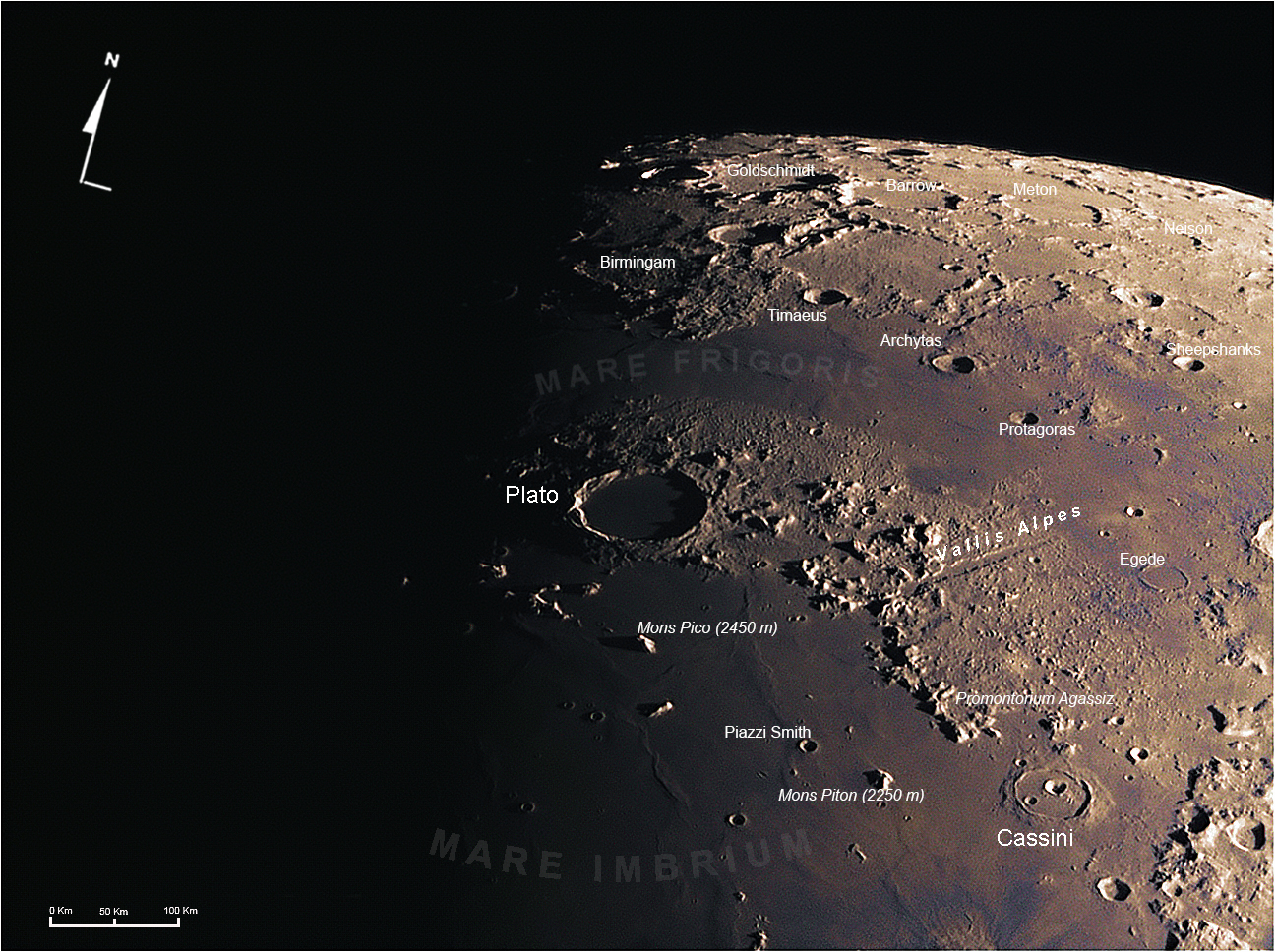
Vallis Alpes e la sua zona con mineral postprocessing

La Vallis Alpes è una valle di frattura particolarmente ampia situata sulla superficie della Luna, nel suo emisfero visibile dalla Terra; essa interrompe la catena dei Montes Alpes a circa un terzo della loro estensione (provenendo da nordovest), e prosegue in direzione est-nord-est fino a raggiungere l'estremità del Mare Frigoris (Mar del Freddo), con una lunghezza complessiva di 166 km ed una larghezza massima di circa 10-20 km nella sua parte centrale.
Il fondovalle si presenta come una superficie pianeggiante e ricoperta di lava, percorsa da una lunga frattura centrale (che costituisce un interessante obiettivo per osservazioni telescopiche dalla Terra). Le pendici della valle si elevano ai due lati della frattura fino a raggiungere l'altitudine degli altopiani circostanti, dall'aspetto irregolare e frammentato. Le pendici meridionali della valle appaiono più rettilinee di quelle settentrionali.
L'estremità più corrugata della valle si trova al suo estremo sudorientale, dove essa penetra nella catena dei Montes Alpes.
Con ogni probabilità questa valle è un graben successivamente inondato da lava.
La Vallis Alpes fu scoperta nel 1727 dall'astronomo italiano Francesco Bianchini, e così battezzata nel 1961 dall'Unione Astronomica Internazionale.